# Бойова армійська система
Бойова армійська система (БАрС) — це комплексна система навчання, до якої входить тактична підготовка, рукопашний бій, тактична медицина, вогнева підготовка, гірська підготовка та інші. Теми занять переплетені між собою, а самі заняття за видами підготовки базуються на концепції, побудованій на єдиній психологічній основі, що дозволяє суттєво підвищити ефективність військово-професійної діяльності особового складу. Раніше використовувалася для підготовки бійців військ спеціального призначення. Широке запровадження цієї системи покликане підвищити рівень бойового вишколу військовослужбовців та підрозділів Збройних Сил України.
Метою БАРС є формування у військовослужбовців спеціальних навичок, що дозволять ефективно пересуватися на полі бою, вміло використовувати зброю, виконувати завдання в екстремальних ситуаціях, ефективно вести рукопашний бій, надавати домедичну допомогу пораненим і постраждалим та контролювати будь-яку не штатну (бойову) ситуацію.

## Історія
У червні 2016 року було проаналізовано перші результати підготовки за БАРС, яка застосовувалася для підготовки фахівців Сил спеціальних операцій та Десантно-штурмових військ.
З 2017 року вона була інтегрована в єдину систему бойової підготовки та, відповідно, знайшла відображення в навчальних програмах. Зараз готуються зміни, які потрібно внести до освітньо-кваліфікаційних характеристик випускників і освітньо-професійних програм підготовки у військових вишах та навчальних центрах.
Отже кожен військовослужбовець починатиме свою військову службу з БАРС.